# ويليانز سانتانا
ويليانز دوس سانتوس سانتانا (بالبرتغالية: Willians dos Santos Santana‏) (22 مايو 1988 في أراكاجو في البرازيل – )؛ هو لاعب كرة قدم يلعب كلاعب وسط لعب سابقاً في نادي الخور .

## وصلات خارجية
- ويليانز سانتانا على موقع رابطة كرة القدم اليابانية للمحترفين (اليابانية)
- ويليانز سانتانا على موقع قاعدة بيانات كرة القدم.إي يو (الإنجليزية)
- ويليانز سانتانا على موقع Soccerway.com (الإنجليزية)
- ويليانز سانتانا على موقع عالم كرة القدم.نت (الإنجليزية)